# Miss Kobayashi's Dragon Maid
Miss Kobayashi's Dragon Maid (小林さんちのメイドラゴン, Kobayashi-san Chi no Meidoragon, litt. Le dragon domestique de Mme. Kobayashi) est une série de mangas japonais écrite et illustrée par Coolkyoushinja. La série a commencé dans le magazine Monthly Action de Futabasha en mai 2013, et est licenciée en Amérique du Nord par Seven Seas Entertainment. Un manga spin-off de Mitsuhiro Kimura a commencé dans le Monthly Action de décembre 2016 est diffusé depuis janvier 2017.

## Synopsis[1]
Une nuit, une salariée du nom de Kobayashi rencontre un dragon du nom de Tōru qui vient d'un autre monde. En voulant remercier Kobayashi pour son hospitalité, Tōru commence à vivre avec elle en tant que domestique, et attire l'attention d'autres dragons venant dans le monde humain. 

## Personnages

### Personnages principaux
Kobayashi (小林さん, Kobayashi-san)
Voix japonaise : Mutsumi Tamura, voix française : Fanny Roy
Une salariée normale qui s'est soudainement retrouvée en train de vivre avec un dragon. Généralement gentille et courageuse, elle peut s'énerver après avoir bu, et a une fascination particulière pour les domestiques. Elle est occasionnellement confondue avec un garçon, dû à son manque d'attitude féminine et sa poitrine plate.
Tōru (トール, Tōru)
Voix japonaise : Yūki Kuwahara, voix française : Sophie Frison
Une femme dragon de la mythologie slave qui a la particularité de pouvoir prendre la forme d'une humaine. Après que sa vie ait été sauvée par Kobayashi, elle en est tombée amoureuse et a commencé à habiter dans son appartement en tant que domestique. Elle conserve habituellement ses cornes en prenant sa forme humaine, et parfois également sa queue. Elle est souvent confondue avec une cosplayeuse.

### Dragons
Kanna Kamui (カンナカムイ) / Kanna Kobayashi (小林 カンナ, Kobayashi Kanna)
Voix japonaise : Maria Naganawa, voix française : Béatrice Wegnez
L'amie de Tōru du royaume des dragons, qui a été exilée de son monde et finit par vivre avec Kobayashi, elle aussi. Elle est très jeune selon les normes des dragons, l'équivalent d'une fille de primaire. Elle suppose initialement que Kobayashi a séduit Tōru pour rester et voulait qu'elle retourne dans leur monde d'origine. Plus tard, elle s'attache à Kobayashi, la considérant comme sa mère.
Elma (エルマ, Eruma) / Elma Jouii (上井 エルマ, Jōī Eruma)
Voix japonaise : Yūki Takada, voix française : Sophie Landresse
Une femme dragon appartenant à la faction d'Ordre, rivale de la faction Chaos de Tōru, qui finit par travailler aux côtés de Kobayashi à son bureau après s'être retrouvée coincée dans le monde humain. Elle est aussi puissante qu'elle est diligente et motivée, mais aussi naïve et facilement influencée par la nourriture (principalement des bonbons) en raison de ses faibles revenus.
Quetzalcoatl (ケツァルコアトル, Ketsarukoatoru) / Lucoa (ルコア, Rukoa)
Voix japonaise : Minami Takahashi, voix française : Myriem Akheddiou (saison 1), Sandrine Henry (saison 2)
Une déesse dragon et une autre amie de Tōru, qui a perdu son statut divin il y a des siècles après s'être sur-alcoolisée et avoir causé un scandale, tout comme le Quetzalcóatl du mythe original. Elle apparaît sous sa forme humaine comme une grande femme voluptueuse aux yeux vairons.
Fafnir (ファフニール, Fafunīru) / Takeshi Ooyama (大山 猛, Ōyama Takeshi)
Voix japonaise : Daisuke Ono, voix française : Antoni Lo Presti
Un dragon avec une forte méfiance pour les humains. Vieil ami de Tōru, il apparaît comme dans sa forme humaine comme un jeune homme raffiné mais très renfermé. Il finit par venir vivre dans le monde humain avec Takiya et devient obsédé par les jeux vidéo.
Ilulu (イルル, Iruru)
Voix japonaise : Tomomi Mineuchi, voix française : Marie Du Bled
Un dragon du Chaos qui cible Tōru à cause de sa relation avec un humain, essayant de détruire la ville au passage. Elle tourne ensuite son regard vers Kobayashi, essayant de la séparer de Tōru pour prouver ses croyances, mais après que Kobayashi et Tōru l'aient sauvée d'un dragon de la faction d'Ordre, elle finit par vivre avec eux. Ilulu apparaît dans sa forme humaine comme une petite fille avec un buste très ample.
Damoclès (トールの父, Tōru no Chichi)
Voix japonaise : Takayuki Sugō, voix française : Jean-Michel Vovk
C'est le père de Tōru. Il désapprouve que Tōru reste avec Kobayashi, en raison de leurs croyances en tant que dragons de la faction du Chaos et en raison d'une règle de non-interférence sur la Terre. Toutefois quand Tōru a refusé de rentrer, il n'a pas pu la forcer, en raison de son pouvoir écrasant et a accepté son choix.

### Humains
Makoto Takiya (滝谷 真, Takiya Makoto)
Voix japonaise : Yuichi Nakamura, voix française : Alexandre Crépet
Le partenaire de travail de Kobayashi, que Tōru croit initialement être un rival pour les affections de Kobayashi, mais est juste un otaku qui aime parler avec elle de domestiques.
Riko Saikawa (才川 リコ, Saikawa Riko)
Voix japonaise : Emiri Katō, voix française : Marie Braam
La camarade de classe de Kanna en primaire qui est initialement hostile avec elle, mais qui en tombe finalement amoureuse.
Georgie Saikawa (才川 ジョージー, Saikawa Jōjī)
Voix japonaise : Yuko Goto, voix française : Claire Tefnin
La sœur aînée de Riko qui fait souvent semblant d'être une domestique. Son véritable prénom qu'elle a oublié à force d'être une domestique est Nae (苗).
Shōta Magatsuchi (真ヶ土 翔太, Magado Shōta)
Voix japonaise : Kaori Ishihara, voix française : Thibaut Delmotte
Un jeune mage avec lequel Lucoa commence à vivre après l'avoir involontairement invoqué. Il est convaincu que Lucoa est un démon, et bien qu'elle essaie de le convaincre du contraire, ses histoires font peu pour aider son cas. Son père est le directeur de la compagnie de Kobayashi.
Taketo Aida ((会田 タケト, Aida Taketo)
Voix japonaise : Hiro Shimono, voix française : Olivier Premel
C'est un lycéen et le petit-fils du propriétaire de la confiserie où travaille Ilulu. Embarrassé au début par son manque de bon sens et son corps voluptueux, Taketo finit par se rapprocher d'Ilulu, qui commence à développer des sentiments amoureux pour lui.

## Médias

### Manga
Coolkyoushinja a commencé la série dans le premier exemplaire du magazine Monthly Action de Futabasha le 25 mai 2013. Seven Seas Entertainment a acquis la licence de la série en Amérique du Nord, et le premier tome est sorti en octobre 2016. Le 12 juin 2025, 17 volumes ont été publiés au Japon.
Un spin-off sous la forme d'un manga illustré par Mitsuhiro Kimura, nommé Miss Kobayashi's Dragon Maid: Kanna's Everyday Life (小林さんちのメイドラゴン カンナの日常, Kobayashi-san Chi no Maidragon: Kanna no Nichijō), a commencé dans le magazine Monthly Action à partir du 24 décembre 2016. Le 13 février 2025, 14 volumes ont été publiés au Japon.

#### Liste des tomes

##### Miss Kobayashi's Dragon Maid
| no | Japonais          | Japonais          | Français          | Français          |
| no | Date de sortie    | ISBN              | Date de sortie    | ISBN              |
| --- | ----------------- | ----------------- | ----------------- | ----------------- |
| 1 | 10 mai 2014       | 978-4-575-84405-4 | 25 juin 2021      | 978-2-383-16007-6 |
| Liste des chapitres : - Chapitre 1 : Thor et Kobayashi (トールと小林さん, Tōru to Kobayashi-san) - Chapitre 2 : Thor et sa rencontre avec Kobayashi (トールと出会い, Tōru to deai) - Chapitre 3 : Thor et la lessive (トールと洗濯, Tōru to sentaku) - Chapitre 4 : Thor et la jalousie (トールと嫉妬, Tōru to shitto) - Chapitre 5 : Thor et les courses (トールと買い物, Tōru to kaimono) - Chapitre 6 : Thor et Kanna (トールとカンナ, Tōru to Kanna) - Chapitre 7 : Thor et le sens commun (トールと常識, Tōru to jōshiki) - Chapitre 8 : Thor et Noël (トールとクリスマス, Tōru to Kurisumasu) - Chapitre 9 : Thor et les jeux dangereux (トールとぁ伽なぃぁそび, Tōru to a togina iasobi) - Chapitre 10 : Thor et la Saint-Valentin (トールとバレンタイン, Tōru to Barentain) |                   |                   |                   |                   |
| 2 | 10 février 2015   | 978-4-575-84570-9 | 29 octobre 2021   | 978-2-383-16048-9 |
| Liste des chapitres : - Chapitre 11 : Thor et le ménage (トールと掃除, Tōru to sōji) - Chapitre 12 : Thor et l'omelette au riz (トールとオムライス, Tōru to omuraisu) - Chapitre 13 : Kanna et l'école (カンナと学校, Kanna to gakkō) - Chapitre 14 : Thor et le travail de bureau (トールとデスクワーク, Tōru to desukuwāku) - Chapitre 15 : Thor et la recherche d'un logement (トールと家探し, Tōru to yasagashi) - Chapitre 16 : Thor et le bord de mer (...) - Chapitre 17 : Thor et le Comiket (トールとコミケ, Tōru tu komike) - Chapitre 18 : Thor et les pouvoirs extrasensoriels (トールと工ス一, Tōru to kō su ichi) - Chapitre 19 : Thor et cette ville (トールとこの町, Tōru to kono machi) - Chapitre 20 : Thor et son père (トールと父親, Tōru to chichioya) |                   |                   |                   |                   |
| 3 | 10 septembre 2015 | 978-4-575-84679-9 | 14 janvier 2022   | 978-2-383-16067-0 |
| Liste des chapitres : - Chapitre 21 : Thor et la balle au prisonniers (トールとドッジボール, Tōru to dojjibōru) - Chapitre 22 : Thor et les problèmes de voisinnages (トールとご近所トラブル, Tōru to go kinjo toraburu) - Chapitre 23 : Thor et le meilleur bentô ! (トールと弁当一番！, Tōru to bentō ichiban!) - Chapitre 24 : Thor et Elma (トールとエルマ, Tōru to Eruma) - Chapitre 25 : Elma et le travail (エルマと仕事, Eruma to shigoto) - Chapitre 26 : Thor et la rivalité (トールと対抗心, Tōru to taikōshin) - Chapitre 27 : Thor et la famille d'accueil de Coatl (トールとルコアズフアミリー, Tōru to Rukoazu fuamirī) - Chapitre 28 : Thor et une vieille histoire [1] (トールと昔話 1, Tōru to mukashibanashi 1) - Chapitre 29 : Kanna et Sakigawa (カンナと才川さん, Kanna to Saikawa-san) - Chapitre 30 : Thor et la recherche du coupable (トールと犯人捜し, Tōru to hannin sagashi) |                   |                   |                   |                   |
| 4 | 12 mai 2016       | 978-4-575-84796-3 | 24 juin 2022      | 978-2-383-16113-4 |
| Liste des chapitres : - Chapitre 31 : Thor et Iruru (トールとイルル, Tōru to Iruru) - Chapitre 32 : Thor et sa rencontre avec Kobayashi 2 (トールと出会い2, Tōru to deai 2) - Chapitre 33 : Thor et la station thermale (トールと温泉, Tōru to onsen) - Chapitre 34 : Kanna et la journée classe ouverte (カンナと授業参観, Kanna to jugyō-sankan) - Chapitre 35 : Elma et le travail (エルマと会社, Eruma to kaisha) - Chapitre 36 : Iruru et Kobayashi (イルルと小林さん, Iruru to Kobayashi-san) - Chapitre 37 : Thor et le bidule (トールとあれ, Tōru to are) - Chapitre 38 : Kobayashi et Iruru [1] (小林さんとイルル, Kobayashi-san to Iruru) - Chapitre 39 : Thor et le baby-sitting (トールとおもり, Tōru to omori) |                   |                   |                   |                   |
| 5 | 12 décembre 2016  | 978-4-575-84894-6 | 25 novembre 2022  | 978-2-383-16212-4 |
| 6 | 12 juillet 2017   | 978-4-575-85002-4 | 17 mars 2023      | 978-2-383-16278-0 |
| 7 | 12 avril 2018     | 978-4-575-85134-2 | 30 juin 2023      | 978-2-383-16392-3 |
| 8 | 12 février 2019   | 978-4-575-85267-7 | 6 octobre 2023    | 978-2-383-16413-5 |
| 9 | 12 novembre 2019  | 978-4-575-85374-2 | 22 mars 2024      | 978-2-383-16586-6 |
| 10 | 11 août 2020      | 978-4-575-85476-3 | 12 septembre 2025 | 978-2-383-16654-2 |
| 11 | 10 juin 2021      | 978-4-575-85589-0 | 12 septembre 2025 | 978-2-383-16713-6 |
| 12 | 12 janvier 2022   | 978-4-575-85679-8 | -                 | 978-2-383-16797-6 |
| 13 | 10 novembre 2022  | 978-4-575-85777-1 |                   |                   |
| 14 | 12 septembre 2023 | 978-4-575-85887-7 |                   |                   |
| 15 | 11 avril 2024     | 978-4-575-85958-4 |                   |                   |
| 16 | 13 février 2025   | 978-4-575-86053-5 |                   |                   |
| 17 | 12 juin 2025      | 978-4-575-86100-6 |                   |                   |

##### Kobayashi-san Chi no Maid Dragon - Kanna no Nichijou
| no | Japonais         | Japonais          |
| no | Date de sortie   | ISBN              |
| -- | ---------------- | ----------------- |
| 1  | 28 mars 2017     | 978-4-575-84948-6 |
| 2  | 12 juillet 2017  | 978-4-575-85003-1 |
| 3  | 12 octobre 2017  | 978-4-575-85003-1 |
| 4  | 10 février 2018  | 978-4-575-85105-2 |
| 5  | 12 juin 2018     | 978-4-575-85167-0 |
| 6  | 12 février 2019  | 978-4-575-85268-4 |
| 7  | 12 décembre 2019 | 978-4-575-85389-6 |
| 8  | 11 août 2020     | 978-4-575-85477-0 |
| 9  | 12 juillet 2021  | 978-4-575-85600-2 |
| 10 | 12 février 2022  | 978-4-575-85692-7 |
| 11 | 12 décembre 2022 | 978-4-575-85788-7 |
| 12 | 12 octobre 2023  | 978-4-575-85900-3 |
| 13 | 10 mai 2024      | 978-4-575-85968-3 |
| 14 | 13 février 2025  | 978-4-575-86054-2 |

##### Kobayashi-san Chi no Maid Dragon - Anthology
| no           | Japonais        | Japonais          |
| no           | Date de sortie  | ISBN              |
| ------------ | --------------- | ----------------- |
| 1            | 12 janvier 2017 | 978-4-575-84912-7 |
| 2            | 12 mars 2017    | 978-4-575-84938-7 |
| 3            | 12 mars 2018    | 978-4-575-85120-5 |
| 4            | 11 mai 2018     | 978-4-575-85150-2 |
| All Stars!   | 11 août 2018    | 978-4-575-85620-0 |
| All Stars! 2 | 12 juin 2025    | 978-4-575-86101-3 |

##### Kobayashi-san Chi no Maid Dragon - Elma OL Nikki
| no | Japonais         | Japonais          |
| no | Date de sortie   | ISBN              |
| -- | ---------------- | ----------------- |
| 1  | 11 mai 2018      | 978-4-575-85151-9 |
| 2  | 12 février 2019  | 978-4-575-85003-1 |
| 3  | 12 décembre 2019 | 978-4-575-85390-2 |
| 4  | 11 août 2020     | 978-4-575-85478-7 |
| 5  | 11 août 2021     | 978-4-575-85619-4 |
| 6  | 12 février 2022  | 978-4-575-85691-0 |
| 7  | 12 janvier 2023  | 978-4-575-85802-0 |
| 8  | 12 octobre 2023  | 978-4-575-85899-0 |
| 9  | 10 mai 2024      | 978-4-575-85967-6 |
| 10 | 10 avril 2025    | 978-4-575-86075-7 |

##### Kobayashi-san Chi no Maid Dragon - Lucoa wa Boku no ×× Desu
| no | Japonais          | Japonais          |
| no | Date de sortie    | ISBN              |
| -- | ----------------- | ----------------- |
| 1  | 12 novembre 2019  | 978-4-575-85151-9 |
| 2  | 11 août 2020      | 978-4-575-85003-1 |
| 3  | 11 août 2021      | 978-4-575-85618-7 |
| 4  | 12 janvier 2022   | 978-4-575-85680-4 |
| 5  | 9 février 2023    | 978-4-575-85813-6 |
| 6  | 12 septembre 2023 | 978-4-575-85888-4 |
| 7  | 11 avril 2024     | 978-4-575-85957-7 |
| 8  | 15 mai 2025       | 978-4-575-86089-4 |

##### Kobayashi-san Chi no Maid Dragon: Okomorigurashi no Fafnir
| no | Japonais        | Japonais          |
| no | Date de sortie  | ISBN              |
| -- | --------------- | ----------------- |
| 1  | 12 juillet 2021 | 978-4-575-85599-9 |
| 2  | 10 mars 2022    | 978-4-575-85699-6 |
| 3  | 9 mars 2023     | 978-4-575-85819-8 |
| 4  | 11 avril 2024   | 978-4-575-85956-0 |
| 5  | 13 mars 2025    | 978-4-575-86067-2 |

### Anime
La couverture du 4e tome de la série a révélé qu'une adaptation en anime était prévue. La série a été réalisée par Yasuhiro Takemoto de chez Kyoto Animation et a commencé à être diffusée au Japon à partir du 11 janvier 2017. Yuka Yamada écrit les scripts, Miku Kadowaki est le designer des personnages, Nobuaki Maruki est le directeur de l'animation, et la musique est composée par Masumi Itō. En France, Crunchyroll et Wakanim diffusent la série en simulcast, tandis que Funimation diffuse une version doublée en anglais à partir du 1er février 2017. Kazé prévoit d'éditer la saison en DVD/Blu-Ray le 20 avril 2021.Le thème du générique Blue Sky Rhapsody (青空のラプソディ, Aozora no Rhapsody) est interprété par Fhána, et le thème du générique de fin est Interspecies Communication (イシュカン・コミュニケーション, Ishukan Communication), interprété par Yūki Kuwahara, Maria Naganawa, Minami Takahashi, et Yūki Takada. La saison 1 fait 13 épisodes diffusés 1 fois par semaine jusqu'au 5 avril 2017. La couverture du 8e tome de la série a révélé une 2e saison.  Le 11 août 2020, elle est confirmée sous le nom Miss Kobayashi's Dragon Maid S pour une diffusion prévue pour le 7 juillet 2021. Elle est toujours produite par Kyoto Animation et réalisée par Tatsuya Ishihira. Yasuhiro Takemoto, réalisateur de la première série et décédé dans l'incendie criminel du studio en juillet 2019 étant crédité en tant que réalisateur de série à titre posthume. En France, elle sera toujours diffusée en simultcast par Wakanim et Crunchyroll. Une mini-série Miss Kobayashi's Dragon Maid S Mini (ミニドラ, Mini Dora) est diffusée à partir du 7 avril 2021 en avant-première de la seconde saison. Elle est également diffusée en France sur Crunchyroll et Wakanim (sur ce dernier service, elle est également nommée Mini-Télé Dragonneau). 

#### Liste des épisodes

##### Miss Kobayashi's Dragon Maid
| No | Titre français                                                                   | Titre japonais                                             | Titre japonais                                                   | Date de 1re diffusion |
| No | Titre français                                                                   | Kanji                                                      | Rōmaji                                                           | Date de 1re diffusion |
| --- | -------------------------------------------------------------------------------- | ---------------------------------------------------------- | ---------------------------------------------------------------- | --------------------- |
| 1 | Thor, la plus forte domestique de tous les temps ! (normal, c’est un dragon)     | 史上最強のメイド、トール! (まあドラゴンですから)           | Shijō saikyō no meido, Tōru! (mā doragon desukara)               | 11 janvier 2017       |
| Kobayashi, simple développeuse en Python dans un bureau, rencontre Thor, une dragonne qui peut se transformer en humaine. Elles se sont rencontrées pendant que Kobayashi était saoule et perdue à la montagne la nuit passée. Elle aurait alors sauvé la vie de Thor. Cette dernière, reconnaissante, décide de devenir sa domestique. |                                                                                  |                                                            |                                                                  |                       |
| 2 | Le 2e dragon, Kanna ! (ouh le gros spoiler)                                      | 第二のドラゴン、カンナ! (ネタバレ全開ですね)               | Dai-ni no doragon, Kanna! (netabare zenkai desu ne)              | 18 janvier 2017       |
| Kobayashi, à sa surprise, découvre que Tōru qui méprise l'espèce humaine, est plus sociable qu'elle. Tōru redécouvre Kanna, une connaissance qui s'est faite exclure de son monde à cause d'une farce qui a mal tourné. Kanna découvre le monde accompagnée de Tōru. |                                                                                  |                                                            |                                                                  |                       |
| 3 | Une nouvelle vie commence ! (et bien sûr, les ennuis aussi)                      | 新生活,はじまる！ (もちろんうまくいきません)               | Shin seikatsu, hajimaru! (mochiron umaku ikimasen)               | 25 janvier 2017       |
| Kobayashi, Tōru et Kanna ont du mal à vivre dans le petit appartement de Kobayashi, elle va donc décider de prendre plus grand. Kobayashi, en organisant une fête, a persuadé Tōru d'inviter ses amis dragons, Lucoa et Fàfnir. |                                                                                  |                                                            |                                                                  |                       |
| 4 | Kanna va à l’école ! (c’est pas nécessaire, mais bon)                            | カンナ,学校に行く! (その必要はないんですが)                | Kanna, gakkō ni iku! (sono hitsuyō wa nain desu ga)              | 1er février 2017      |
| Kobayashi propose à Kanna, déprimée parce qu’elle n'a pas grand chose à faire de ses journées, d'aller et de s'inscrire à l'école. Finalement inscrite, elle fait la connaissance de Riko, une égoïste qui provoque souvent les gens en duel. C'est alors qu'en proposant un duel à un groupe de jeunes adultes, que Kanna, qui n'a pas envie de perdre avec Riko invite ses amis dragons.                                                                        |                                                                                  |                                                            |                                                                  |                       |
| 5 | Thor découvre le monde (dont elle croit déjà tout savoir)                        | トールの社会勉強！（本人は出来てるつもりです               | Tōru no shakai benkyō! (honnin wa dekiteru tsumori desu)         | 8 février 2017        |
| Fáfnir a décidé de séjourner dans le monde des humains, et il se rend rapidement compte qu’en tant que dragon, il ne passe pas vraiment inaperçu. Non seulement il va devoir garder sa forme humaine, mais en plus, il va falloir qu’il se trouve un appartement. |                                                                                  |                                                            |                                                                  |                       |
| 6 | Les foyers de Saikawa et de Cóatl ! (et d’autres dans le décor)                  | お宅訪問！（してないお宅もあります)                        | Otaku hōmon! (shitenai otaku mo arimasu)                         | 15 février 2017       |
| Saikawa, de plus en plus folle de Kanna, l’invite chez elle. À cette occasion, Tōru se retrouve coincée entre deux fans de soubrettes, à sa grande horreur. Quant à Lucoa, elle supplie ses amies de prendre sa défense, agacée qu’on la prenne pour ce qu’elle n’est pas. |                                                                                  |                                                            |                                                                  |                       |
| 7 | Le rendez-vous de l’été (l’épisode fan service, quoi)                            | 夏の定番！（ぶっちゃけテコ入れ回ですね）                   | Natsu no teiban! (butchake tekoire-kai desu ne)                  | 22 février 2017       |
| Le père de Shōta demande à Kobayashi d’emmener le garçon à la plage, et les dragonnes se joignent à eux. Plus tard, Tōru fait connaissance avec un univers qui va la dérouter : celui du Comiket… |                                                                                  |                                                            |                                                                  |                       |
| 8 | Le nouveau dragon, Elma ! (Eh bah c’est pas trop tôt…)                           | 新たなるドラゴン、エルマ! (やっと出てきましたか)           | Aratanaru doragon, Eruma! (yatto detekimashita ka)               | 1er mars 2017         |
| Kobayashi doit préparer un bentō pour Kanna, mais Tōru se sent d'humeur de le faire, c'est alors que les deux se défient culinairement. Mais lorsque Tōru ouvre un portail entre son monde et le monde réel, le nouveau dragon, Elma, apparaît et rappelle Tōru de la règle qui empêche les relations inter-mondes pour éviter les interférences, mais Tōru désapprouve cette règle et décide de rester dans le monde réel.                                       |                                                                                  |                                                            |                                                                  |                       |
| 9 | La fête du sport ! (le truc genre hyper original)                                | 運動会！（ひねりも何もないですね）                         | Undōkai! (hineri mo nani mo nai desu ne)                         | 8 mars 2017           |
| Kanna est conviée à un festival sportif auquel sont invités les parents, mais Kobayashi n'est pas disponible à cause de son travail à plein temps. Elle ressent alors le même sentiment de culpabilité que lorsqu'elle a exclu Tōru de chez elle. Elle décide donc de travailler plus pour prendre un congé et participer à la fête. La classe de Kanna gagne et fait réfléchir Kobayashi sur ce qu'elle était avant.                                             |                                                                                  |                                                            |                                                                  |                       |
| 10 | La troupe Dragon sur scène ! (Ils se sont creusé, pour le nom)                   | 劇団ドラゴン、オンステージ！（劇団名あったんですね）       | Gekidan doragon, onsutēji！（gekidan-mei attan desu ne）         | 15 mars 2017          |
| Quand elle va à la galerie commerçante, Tōru se retrouve à remplacer un commerçant pour une animation de Noël à la maison de retraite. Saikawa propose de jouer La Petite Fille aux allumettes mais les dragons modifient la pièce pour « qu'elle soit amusante », ce qui rend finalement que l'héroïne se retrouve être une magical girl pour sauver le monde corrompu. Kobayashi s'inquiète que les dragons soient percés à jour pendant la pièce.              |                                                                                  |                                                            |                                                                  |                       |
| 11 | Le Nouvel An ! (Et rien sur le Comiket, cette fois)                              | 年末年始! (コミケネタありません)                           | Nenmatsu nenshi! (komike neta arimasen)                          | 22 mars 2017          |
| Kobayashi et Tōru partent au temple pour célébrer la nouvelle année et invitent leurs amis à célébrer cet événement chez Kobayashi. Cette dernière reçoit un appel de sa mère, qui la remercie pour la carte de visite (c'est la première fois qu'elle en envoie). L'épisode se termine sur un flashback de la rencontre entre Kobayashi et Tōru (la première, et non celle où Tōru vient sonner à sa porte).                                                     |                                                                                  |                                                            |                                                                  |                       |
| 12 | Thor et Kobayashi, une rencontre touchante ! (On se met pas du tout la pression) | トールと小林、感動の出会い！（自分でハードル上げてますね） | Tōru to Kobayashi, kandō no deai! (jibun de hādoru agetemasu ne) | 29 mars 2017          |
| Kobayashi rêve de sa première rencontre avec Tōru quand elle lui a sauvé la vie en lui retirant l'épée de son corps. Tōru raconte l'histoire d'une humaine qui est venue à sa rencontre alors qu'elle tentait de se cacher. Elle avait encore une vision méprisable de l'humanité, mais elle se fait vite corriger par l'humaine qui lui raconte son passé de voleuse. L'épisode se termine sur un cliffhanger qui semble présenter la venue d'un nouveau dragon. |                                                                                  |                                                            |                                                                  |                       |
| 13 | L’arrivée de l'empereur du chaos (et c’est déjà le dernier épisode)              | 終焉帝、来る！（気がつけば最終回です）                     | Shūentei, kuru! (kigatsukeba saishū kai desu)                    | 5 avril 2017          |
| Le père de Tōru vient récupérer sa fille car elle ne doit pas interférer avec ce monde, mais elle refuse et tente de s'enfuir quand le père va la mettre au défi dans un combat. C'est alors que Kobayashi, sur le dos de Kanna, va venir tenter de calmer les deux et de faire arrêter le combat. L'épisode se termine sur Kobayashi qui va aller visiter ses parents avec Tōru et Kanna.                                                                        |                                                                                  |                                                            |                                                                  |                       |
| 14 (OVA) | La Saint-Valentin, puis les sources chaudes ! (Enfin, n’en attendez pas trop)    | バレンタイン、そして温泉！（あんまり期待しないでください） | Barentain, soshite onsen! (anmari kitai shinaide kudasai)        | 20 septembre 2017     |
| Après avoir rencontré ses parents, Tōru de plus en plus éprise de Kobayashi, va lui préparer un chocolat qui sort un peu de l'ordinaire. Kanna et Kobayashi se voient offert du chocolat pour la Saint-Valentin. Takiya, le collègue de Kobayashi, organise un voyage aux sources chaudes pour ses amis. |                                                                                  |                                                            |                                                                  |                       |

##### Miss Kobayashi's Dragon Maid S
| No       | Titre français                                                          | Titre japonais                                        | Titre japonais                                                | Date de 1re diffusion |
| No       | Titre français                                                          | Kanji                                                 | Rōmaji                                                        | Date de 1re diffusion |
| -------- | ----------------------------------------------------------------------- | ----------------------------------------------------- | ------------------------------------------------------------- | --------------------- |
| 1        | Le nouveau dragon, Ilulu ! (On rempile pour une nouvelle saison)        | 新たなるドラゴン、イルル！（またよろしくお願いします) | Arata Naru Doragon, Iruru! (Mata Yoroshiku Onegai Shimasu     | 7 juillet 2021        |
| 2        | Quel(le) BG, Kobayashi ! (encore un gros indice)                        | イケメン、小林！（いろんな意味で）                    | Ikemen, Kobayashi! (Ironna Imi de)                            | 14 juillet 2021       |
| 3        | Activités extrascolaires (et bien sûr, tout sauf ordinaires)            | 課外活動（もちろん普通じゃありません）                | Kagai katsudō (mochiron futsū jaarimasen)                     | 21 juillet 2021       |
| 4        | À Rome, fais comme les Romains (C'est dur de s'adapter)                 | 郷に入りては郷に従え（合わせるって大変です）)         | Gō ni Irite wa Gō ni Shitagae (Awaserutte Taihen Desu)        | 28 juillet 2021       |
| 5        | Avec toi (enfin, si j'en ai envie)                                      | 君と一緒に（まあ気が合えばですが）                    | Kimi to Issho ni (Mā Ki ga Aeba Desu ga)                      | 4 août 2021           |
| 6        | Une paire hors pair (C'est sûr qu'un dragon, c'est pas commun)          | 合縁奇縁（片方はドラゴンです）                        | Aienkien (Katahō wa Doragon Desu)                             | 11 août 2021          |
| 7        | Le bon sens (concept qu'ils ne maîtrisent pas)                          | 一般常識（みんなずれてます）                          | Ippan Jōshiki (Minna Zuretemasu)                              | 18 août 2021          |
| 8        | Le plus beau de tous les (au choix) du monde                            | 世界に一つだけの（好きな言葉を続けてください）        | Sekai ni Hitotsu Dake no (Suki na Kotoba o Tsuzukete Kudasai) | 25 août 2021          |
| 9        | Pour diverses raisons (l'épisode est plein d'Elma)                      | いろいろワケがありまして（エルマざんまいです）        | Iroiro Wake ga Arimashite (Eruma Zanmai Desu)                 | 1er septembre 2021    |
| 10       | Les grandes vacances de Kanna (en deux langues !)                       | カンナの夏休み（二か国語放送です!?）                  | Kanna no Natsuyasumi (Nika Kokugo Hōsō Desu!?)                | 9 septembre 2021      |
| 11       | En première classe (Ça ne vous coûtera pas plus cher)                   | プレミアムシート（特別料金はかかりません）            | Puremiamu Shīto (Tokubetsu Ryōkin wa Kakarimasen)             | 16 septembre 2021     |
| 12       | La vie, ça va, ça vient (Mais on a le droit de faire une pause , aussi) | 生生流転（でも立ち止まるのもありですかね）            | Seiseiruten (Demo Tachidomaru no mo Ari Desu ka ne)           | 23 septembre 2021     |
| 13 (OVA) | L'hospitalité à la japonaise (offerte par des dragons)                  | ニッポンのおもてなし（アテンドはドラゴンです）        | Nippon no Omotenashi (Atendo wa Doragon Desu)                 | 19 janvier 2022       |

### Œuvres
Édition japonaise
Miss Kobayashi's Dragon Maid
1. 1 2  (ja) « 小林さんちのメイドラゴン（１） », sur Futabasha (consulté le 14 juin 2021)
2. 1 2  (ja) « 小林さんちのメイドラゴン（２） », sur Futabasha (consulté le 14 juin 2021)
3. 1 2  (ja) « 小林さんちのメイドラゴン（３） », sur Futabasha (consulté le 14 juin 2021)
4. 1 2  (ja) « 小林さんちのメイドラゴン（４） », sur Futabasha (consulté le 14 juin 2021)
5. 1 2  (ja) « 小林さんちのメイドラゴン（５） », sur Futabasha (consulté le 14 juin 2021)
6. 1 2  (ja) « 小林さんちのメイドラゴン（６） », sur Futabasha (consulté le 14 juin 2021)
7. 1 2  (ja) « 小林さんちのメイドラゴン（７） », sur Futabasha (consulté le 14 juin 2021)
8. 1 2  (ja) « 小林さんちのメイドラゴン（８） », sur Futabasha (consulté le 14 juin 2021)
9. 1 2  (ja) « 小林さんちのメイドラゴン（９） », sur Futabasha (consulté le 14 juin 2021)
10. 1 2  (ja) « 小林さんちのメイドラゴン（１０） », sur Futabasha (consulté le 14 juin 2021)
11. 1 2  (ja) « 小林さんちのメイドラゴン（１１） », sur Futabasha (consulté le 4 juin 2021)
12. 1 2  (ja) « 小林さんちのメイドラゴン（１２） », sur Futabasha (consulté le 30 mai 2022)
13. 1 2  (ja) « 小林さんちのメイドラゴン（１３） », sur Futabasha (consulté le 21 octobre 2022)
14. 1 2  (ja) « 小林さんちのメイドラゴン（１４） », sur Futabasha (consulté le 11 septembre 2023)
15. 1 2  (ja) « 小林さんちのメイドラゴン（１５） », sur Futabasha (consulté le 13 mars 2024)
16. 1 2  (ja) « 小林さんちのメイドラゴン（１６） », sur Futabasha (consulté le 24 décembre 2024)
17. 1 2  (ja) « 小林さんちのメイドラゴン（１７） », sur Futabasha (consulté le 29 avril 2025)

Kobayashi-san Chi no Maid Dragon - Kanna no Nichijou
1. 1 2  (ja) « 小林さんちのメイドラゴン カンナの日常（１） », sur Futabasha (consulté le 14 juin 2021)
2. 1 2  (ja) « 小林さんちのメイドラゴン カンナの日常（２） », sur Futabasha (consulté le 14 juin 2021)
3. 1 2  (ja) « 小林さんちのメイドラゴン カンナの日常（３） », sur Futabasha (consulté le 14 juin 2021)
4. 1 2  (ja) « 小林さんちのメイドラゴン カンナの日常（４） », sur Futabasha (consulté le 14 juin 2021)
5. 1 2  (ja) « 小林さんちのメイドラゴン カンナの日常（５） », sur Futabasha (consulté le 14 juin 2021)
6. 1 2  (ja) « 小林さんちのメイドラゴン カンナの日常（６） », sur Futabasha (consulté le 14 juin 2021)
7. 1 2  (ja) « 小林さんちのメイドラゴン カンナの日常（７） », sur Futabasha (consulté le 14 juin 2021)
8. 1 2  (ja) « 小林さんちのメイドラゴン カンナの日常（８） », sur Futabasha (consulté le 14 juin 2021)
9. 1 2  (ja) « 小林さんちのメイドラゴン カンナの日常（９） », sur Futabasha (consulté le 14 juin 2021)
10. 1 2  (ja) « 小林さんちのメイドラゴン カンナの日常（１０） », sur Futabasha (consulté le 30 mai 2022)
11. 1 2  (ja) « 小林さんちのメイドラゴン カンナの日常（１１） », sur Futabasha (consulté le 5 novembre 2022)
12. 1 2  (ja) « 小林さんちのメイドラゴン カンナの日常（１２） », sur Futabasha (consulté le 11 septembre 2023)
13. 1 2  (ja) « 小林さんちのメイドラゴン カンナの日常（１３） », sur Futabasha (consulté le 21 avril 2024)
14. 1 2  (ja) « 小林さんちのメイドラゴン カンナの日常（１４） », sur Futabasha (consulté le 24 décembre 2024)

Kobayashi-san Chi no Maid Dragon - Anthology
1. 1 2  (ja) « 小林さんちのメイドラゴン カンナの日常（１） », sur Futabasha (consulté le 14 juin 2021)
2. 1 2  (ja) « 小林さんちのメイドラゴン カンナの日常（２） », sur Futabasha (consulté le 14 juin 2021)
3. 1 2  (ja) « 小林さんちのメイドラゴン カンナの日常（３） », sur Futabasha (consulté le 14 juin 2021)
4. 1 2  (ja) « 小林さんちのメイドラゴン カンナの日常（４） », sur Futabasha (consulté le 14 juin 2021)
5. 1 2  (ja) « 小林さんちのメイドラゴン 公式アンソロジー All Stars! », sur Futabasha (consulté le 26 août 2021)
6. 1 2  (ja) « 小林さんちのメイドラゴン 公式アンソロジー All Stars! 2 », sur Futabasha (consulté le 29 avril 2025)

Kobayashi-san Chi no Maid Dragon - Elma OL Nikki
1. 1 2  (ja) « 小林さんちのメイドラゴン エルマのOL日記（１） », sur Futabasha (consulté le 17 juin 2021)
2. 1 2  (ja) « 小林さんちのメイドラゴン エルマのOL日記（２） », sur Futabasha (consulté le 17 juin 2021)
3. 1 2  (ja) « 小林さんちのメイドラゴン エルマのOL日記（３） », sur Futabasha (consulté le 17 juin 2021)
4. 1 2  (ja) « 小林さんちのメイドラゴン エルマのOL日記（４） », sur Futabasha (consulté le 17 juin 2021)
5. 1 2  (ja) « 小林さんちのメイドラゴン エルマのOL日記（５） », sur Futabasha (consulté le 26 août 2021)
6. 1 2  (ja) « 小林さんちのメイドラゴン エルマのOL日記（６） », sur Futabasha (consulté le 30 mai 2022)
7. 1 2  (ja) « 小林さんちのメイドラゴン エルマのOL日記（７） », sur Futabasha (consulté le 13 mai 2023)
8. 1 2  (ja) « 小林さんちのメイドラゴン エルマのOL日記（８） », sur Futabasha (consulté le 11 septembre 2023)
9. 1 2  (ja) « 小林さんちのメイドラゴン エルマのOL日記（９） », sur Futabasha (consulté le 21 avril 2024)
10. 1 2  (ja) « 小林さんちのメイドラゴン エルマのOL日記（１０） », sur Futabasha (consulté le 23 mars 2025)

Kobayashi-san Chi no Maid Dragon - Lucoa wa Boku no ×× Desu
1. 1 2  (ja) « 小林さんちのメイドラゴン ルコアは僕の××です。（１） », sur Futabasha (consulté le 17 juin 2021)
2. 1 2  (ja) « 小林さんちのメイドラゴン ルコアは僕の××です。（２） », sur Futabasha (consulté le 17 juin 2021)
3. 1 2  (ja) « 小林さんちのメイドラゴン ルコアは僕の××です。（３） », sur Futabasha (consulté le 26 août 2021)
4. 1 2  (ja) « 小林さんちのメイドラゴン ルコアは僕の××です。（４） », sur Futabasha (consulté le 30 mai 2022)
5. 1 2  (ja) « 小林さんちのメイドラゴン ルコアは僕の××です。（５） », sur Futabasha (consulté le 13 mai 2023)
6. 1 2  (ja) « 小林さんちのメイドラゴン ルコアは僕の××です。（６） », sur Futabasha (consulté le 11 septembre 2023)
7. 1 2  (ja) « 小林さんちのメイドラゴン ルコアは僕の××です。（７） », sur Futabasha (consulté le 13 mars 2024)
8. 1 2  (ja) « 小林さんちのメイドラゴン ルコアは僕の××です。（８） », sur Futabasha (consulté le 3 avril 2025)

Kobayashi-san Chi no Maid Dragon: Okomorigurashi no Fafnir
1. 1 2  (ja) « 小林さんちのメイドラゴン お篭りぐらしのファフニール（１） », sur Futabasha (consulté le 26 août 2021)
2. 1 2  (ja) « 小林さんちのメイドラゴン お篭りぐらしのファフニール（２） », sur Futabasha (consulté le 30 mai 2022)
3. 1 2  (ja) « 小林さんちのメイドラゴン お篭りぐらしのファフニール（３） », sur Futabasha (consulté le 13 mai 2023)
4. 1 2  (ja) « 小林さんちのメイドラゴン お篭りぐらしのファフニール（４） », sur Futabasha (consulté le 13 mars 2024)
5. 1 2  (ja) « 小林さんちのメイドラゴン お篭りぐらしのファフニール（５） », sur Futabasha (consulté le 12 février 2025)

Édition française
1. 1 2  (fr) « Miss Kobayashi's Dragon Maid T01 », sur manga-news.com (consulté le 14 juin 2021)
2. 1 2  (fr) « Miss Kobayashi's Dragon Maid T02 », sur manga-news.com (consulté le 23 août 2021)
3. 1 2  (fr) « Miss Kobayashi's Dragon Maid T03 », sur manga-news.com (consulté le 23 août 2021)
4. 1 2  (fr) « Miss Kobayashi's Dragon Maid T04 », sur manga-news.com (consulté le 30 mai 2022)
5. 1 2  (fr) « Miss Kobayashi's Dragon Maid T05 », sur manga-news.com (consulté le 30 mai 2022)
6. 1 2  (fr) « Miss Kobayashi's Dragon Maid T06 », sur manga-news.com (consulté le 30 mai 2022)
7. 1 2  (fr) « Miss Kobayashi's Dragon Maid T07 », sur manga-news.com (consulté le 11 septembre 2023)
8. 1 2  (fr) « Miss Kobayashi's Dragon Maid T08 », sur manga-news.com (consulté le 11 septembre 2023)
9. 1 2  (fr) « Miss Kobayashi's Dragon Maid T09 », sur manga-news.com (consulté le 11 septembre 2023)
10. 1 2  (fr) « Miss Kobayashi's Dragon Maid T10 », sur manga-news.com (consulté le 16 août 2025)
11. 1 2  (fr) « Miss Kobayashi's Dragon Maid T11 », sur manga-news.com (consulté le 16 août 2025)
12. 1 2  (fr) « Miss Kobayashi's Dragon Maid T12 », sur manga-news.com (consulté le 11 avril 2024)